# الاجتماع الأول لنساء أمريكا اللاتينية والكاريبي من ذوي العرق الإفريقي الأسود
"الاجتماع الأول لنساء أمريكا اللاتينية والكاريبي من ذوي العرق الإفريقي الأسود"  هو مؤتمر دولي ضم 300 ممثل من 32 دولة وعُقِد بين 19 – 25 يوليو عام 1992 في سانتو دومينغو بـجمهورية الدومنيكان. وتعد أوتشي كوريل وهي أكاديمية ونسوية ذات أصل إفريقي من الدومنيكان أحد المنظمين لهذا المؤتمر. وكانت إحدى مخرجات الاجتماع الإعلان عن الاحتفال في  الـ25 من يوليو سنويًا باليوم العالمي لنساء أمريكا اللاتينية والكاريبي والمهاجرين من ذوي الأصل الإفريقي الأسود.
تصنيف : مؤتمرات 1992